# Jacques Bergerac
Jacques Bergerac (26. svibnja 1927. – 15. lipnja 2014.) bio je francuski kazališni, filmski i televizijski glumac, koji je kasnije postao poslovni menadžer tvrtke Revlon.
Rođen je u Biarritzu u Francuskoj Baskiji. 
Bergerac je upoznao i oženio Ginger Rogers, s kojom se pojavio u filmu Twist of fate (1954.) (također poznat kao Beautiful Stranger). Zatim se pojavio kao Armand Duval u televizijskoj produkciji Camille za Kraft kazališnu televiziju, nasuprot Signe Hasso. Igrao je ulogu Comte de Provence u filmu Jeana Delannoya Marie Antoinette kraljica Francuske.
U Strange Intruder (1956.), dijelio je ekran s Edmundom Purdom i Idom Lupino, te u Les Girls (1957.) igrao je drugu mušku ulogu. Također se pojavio u filmu Gigi (1958.), Thunder in the sun (1959.), kultnog horor filma Hypnotic Eye (1960.) i A Global Affair (1964.). Godine 1957. dobio je Zlatni globus za vanjsku pridošlicu.
Razveo se od Ginger Rogers 1957. godine. Godine 1959. oženio se s Dorothy Malone; par je imao dvoje djece, Mimi i Diane Bergerac. Brak je završio rastavom 1964. Pojavio se u još nekoliko filmova i na televiziji, uključujući Batman, 77 Sunset Strip, Alfred Hitchcock Presents (3 epizode), The Lucy Show, a Get Smart, Dick Van Dyke Show. Njegov posljednji nastup bio je na jednoj od epizoda Doris Day Show godine 1969., nakon čega je napustio show business i postao voditelj pariškog ureda Revlon-a. Njegov mlađi brat Michel postao predsjednik Uprave Revlon šest godina kasnije.
Umro je u Angletu, također u Lapurdiji, Francuska Baskija.

## Odabrana filmografija
- Twist of Fate (1954) (znan i kao Beautiful Stranger) redatelja Davida Millera
- Marie-Antoinette reine de France (1956) redatelja Jeana Delannoya
- Les Girls (1957.) redatelja Georgea Cukora
- Gigi (1958) redatelja Vincentea Minnellija
- Thunder in the Sun (1959.) redatelja Russella Rousea
- The Hypnotic Eye (1960.)
- The Fury of Achilles (1962.)
- A Global Affair (1964)
- The Unkissed Bride (1966.)
- Special Mission Lady Chaplin (1966.)

## Vanjske poveznice
- http://www.imdb.com/name/nm0074405/